# Burg Girbaden
Die Burg Girbaden (französisch Château de Guirbaden, elsässisch auch Veltenschloss) ist die Ruine einer ausgedehnten stauferzeitlichen Höhenburg bei Mollkirch im Elsass (Département Bas-Rhin), etwa 40 Kilometer westlich von Straßburg.

## Lage
Die Burgruine liegt in den Vogesen im Waldgebiet Forêt de Guirbaden auf einem 565 Meter hohen Bergvorsprung über dem Tal der Magel. Sie ist über Wanderwege von Mollkirch im Osten, Grendelbruch im Westen, der Fischhütte im Süden und dem Floessplatz im Breuschtal im Norden erreichbar.

## Geschichte
Die 1137 als Girbadun urkundlich erstmals erwähnte Burg wurde spätestens unter Graf Hugo IX. von Dagsburg-Egisheim (1095–1137) – vermutlich als Nachfolgebau des im frühen 11. Jahrhundert zerstörten castrum Burcberck auf dem 1,3 Kilometer entfernten Purpurkopf – zum Schutz der nahegelegenen Benediktinerabtei Altdorf bei Molsheim, dem Hauskloster der Grafen, erbaut. Friedrich I. Barbarossa ließ die Anlage 1162 zerstören. Sein Enkel Friedrich II. errichtete im Anschluss an einen Feldzug gegen Herzog Theobald I. von Lothringen ab 1219 mit großem Aufwand einen pfalzartigen Neubau mit Saalbau und zweitem Bergfried westlich der alten Anlage, die in dagsburgischem Besitz verblieb. 1226 überließen Friedrich II. und Heinrich (VII.) ihren Burgteil dem Straßburger Bischof Berthold I. von Teck, der 1241 auch den dagsburgischen Teil in seinen Besitz brachte.
1375 wurde Girbaden vom Straßburger Hochstift an die Herren von Hohenstein verpfändet. Nach deren gewaltsamer Vertreibung belehnte Bischof Ruprecht 1477 die Herren von Rathsamhausen mit der Burg. Diese überstand die Bauernkriege unbeschädigt und wurde erst 1633 während des Dreißigjährigen Krieges nach zwei vergeblichen Versuchen durch die Schweden erobert und zerstört.
Die Ruine wurde 1898 unter Denkmalschutz gestellt, sie befindet sich in Privatbesitz. Zwischen 1968 und 1973 fanden umfangreiche, von archäologischen Untersuchungen begleitete Sanierungsarbeiten statt. Derzeit (2016) ist die Kernburg wegen Einsturz- und Steinschlaggefahr für Besucher gesperrt; durch den Verein „Sauver le Guirbaden“ sind Erhaltungsmaßnahmen in die Wege geleitet.

## Anlage
Mit 280 Metern Länge und 60 Metern Breite ist Girbaden die größte Burgruine des Elsass. Den Kern bildet eine kleine polygonal-rundliche Burg (23) mit Ringmauer aus Buckelquadern und später angefügtem Bergfried (22) auf einem von mehreren Bögen überspannten Buntsandstein-Felssockel am Ostende der Anlage (Oberschloss, Citadelle).

Grundrissplan

Westlich fügt sich eine doppelt so große, durch eine Quermauer (18) unterteilte Unterburg (16) an, die mit einem 33 mal 11 Meter großen Palas (13) vor einem tiefen Halsgraben (10) abschließt. Der Graben war einst von einer Brücke überspannt, die zu einem Portal in der Westwand führte. In der südlichen Giebelwand (12) öffneten sich ursprünglich vier profilierte, säulenflankierte Fensterbögen – ganz in der Art des Palas von Burg Wildenberg im Odenwald – mit darüberliegender Rosette, die durch eine Ansicht vom Anfang des 19. Jahrhunderts überliefert ist. Nach Einsturz (vor 1836) ist nur noch eine Fensteröffnung erhalten. Zwei Rundbogenfenster der hofseitigen Ostwand wurden zwischen 1835 und 1843 in die Ruine der Niederungsburg Altkeller in Ottrott (heute im Park des Foyer de Charité) eingesetzt. Dem Saalbau war hofseitig ein säulengetragener Portikus vorgelegt. Zwei seiner ursprünglich acht Säulen befinden sich heute im Depot des Frauenhausmuseums in Straßburg.
Im 14. und 15. Jahrhundert wurde der östliche Burgteil durch Zwingermauern und Türme verstärkt sowie mehrere Rundbogenfenster in der Westwand des Saalbau-Obergeschosses zugemauert. Der Hauptzugang erfolgte seither von Westen her durch insgesamt fünf Tore (4, 3, 22, 21, 19). Ein weiteres Tor (1) mit Zugbrücke lag am Ostende der Burg.
Jenseits des Grabens befindet sich die flächenmäßig noch größere ummauerte Burgmannensiedlung (5) aus der Neubauphase unter Friedrich II. mit quadratischem Bergfried (Hungerturm; 6) am Westende und der im Kern romanischen, ursprünglich dreischiffigen Burgkapelle St. Valentin (25). Diese „Vorburg“ wurde schon im 14. Jahrhundert aufgegeben. Ihre Buckelquader wurden teilweise beim Ausbau der Zwingeranlagen im Ostteil wiederverwendet. Die Valentinskapelle diente noch im 19. Jahrhundert als Einsiedlerklause, sie wurde 1850 nach einem Brand wiedererrichtet und ist bis heute alljährlich am  Pfingstmontag Ziel einer Wallfahrt mit Tiergottesdienst.

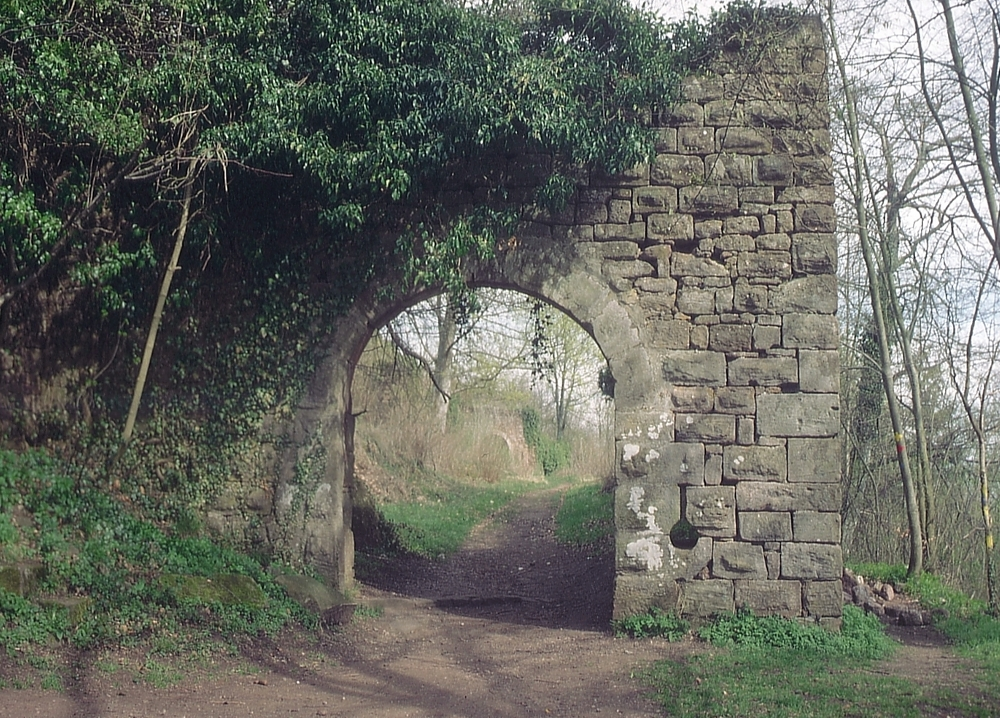
Äußeres Burgtor
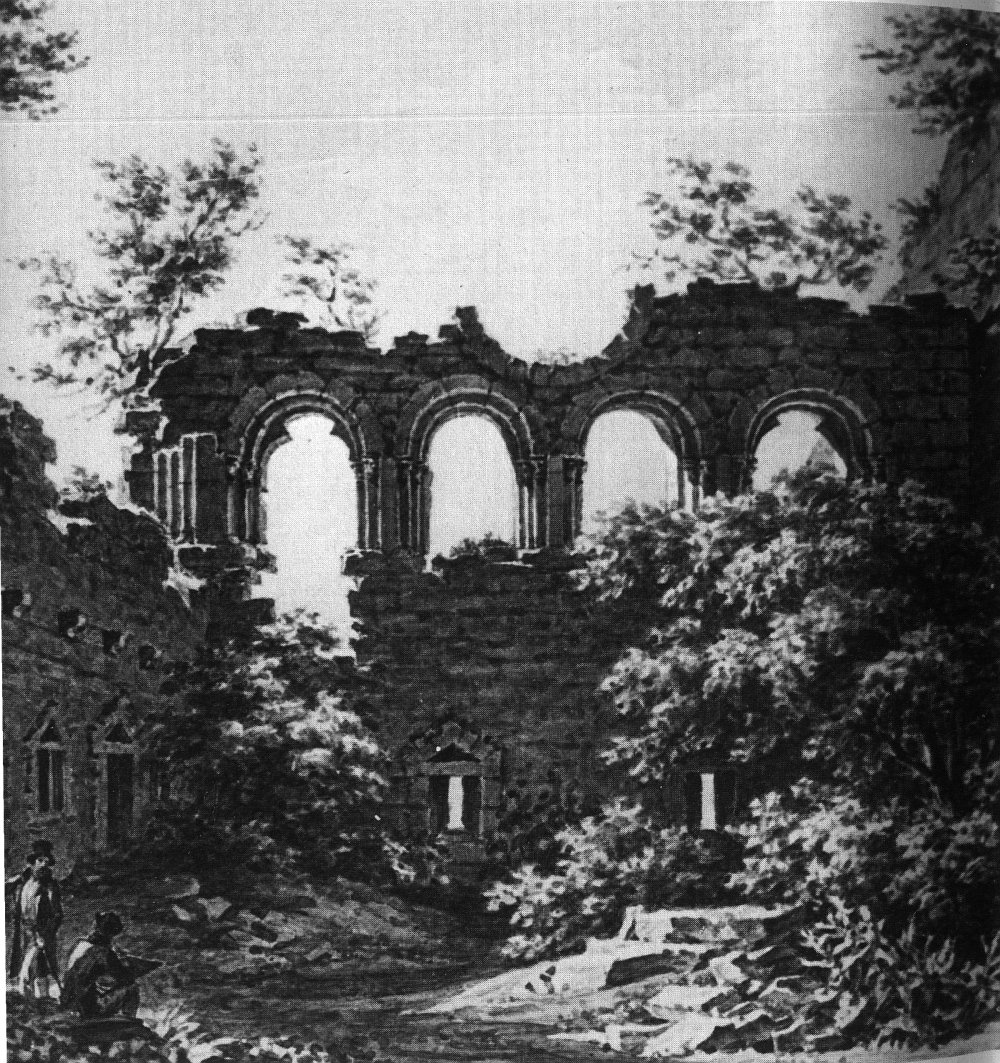
Saalbau 1815, Südwand mit Fensterarkade
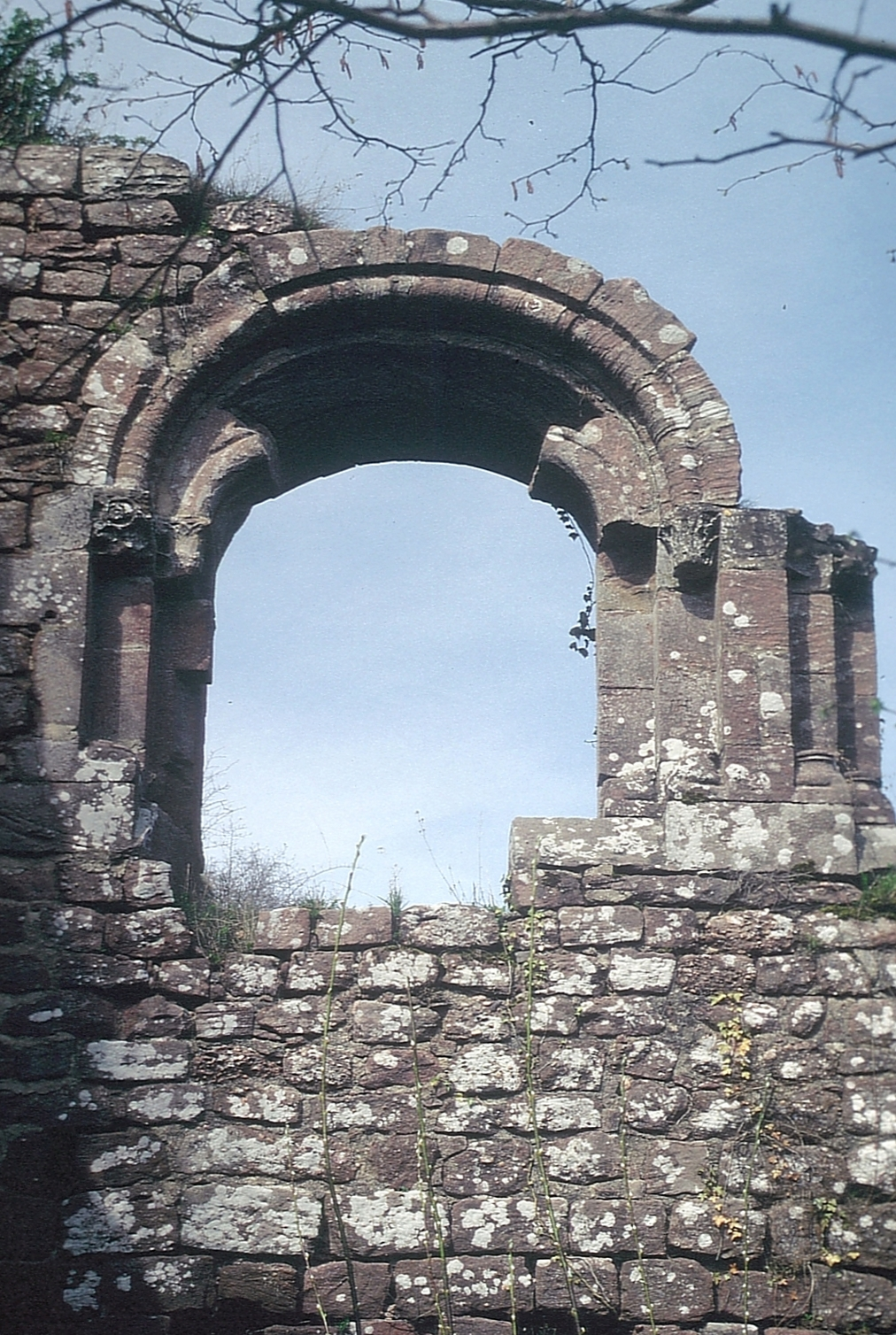
Romanisches Fenster, Südwand des Saalbaus
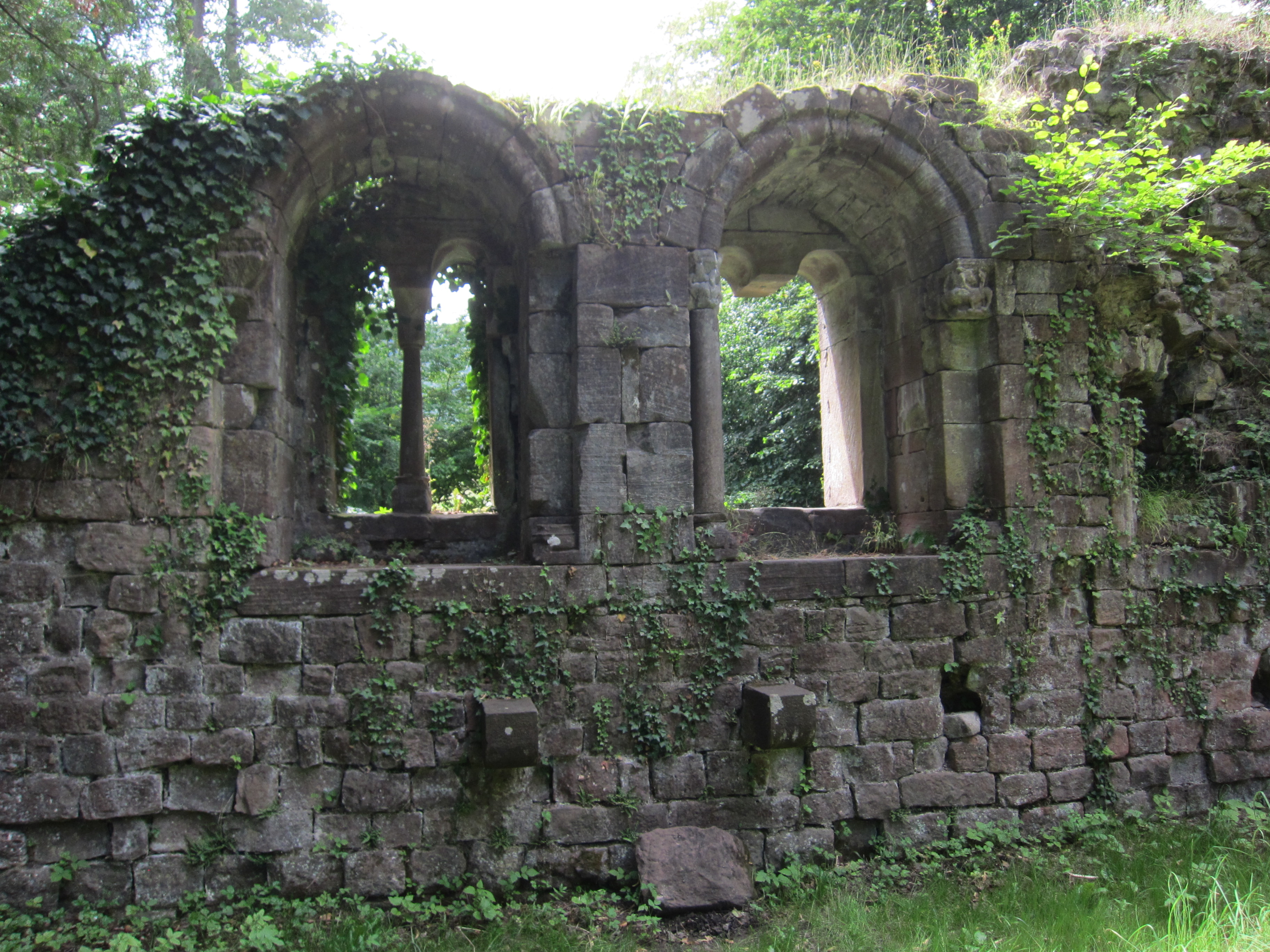
Romanische Fenster, ehemals Ostwand des Saalbaus (heute in Ottrott)
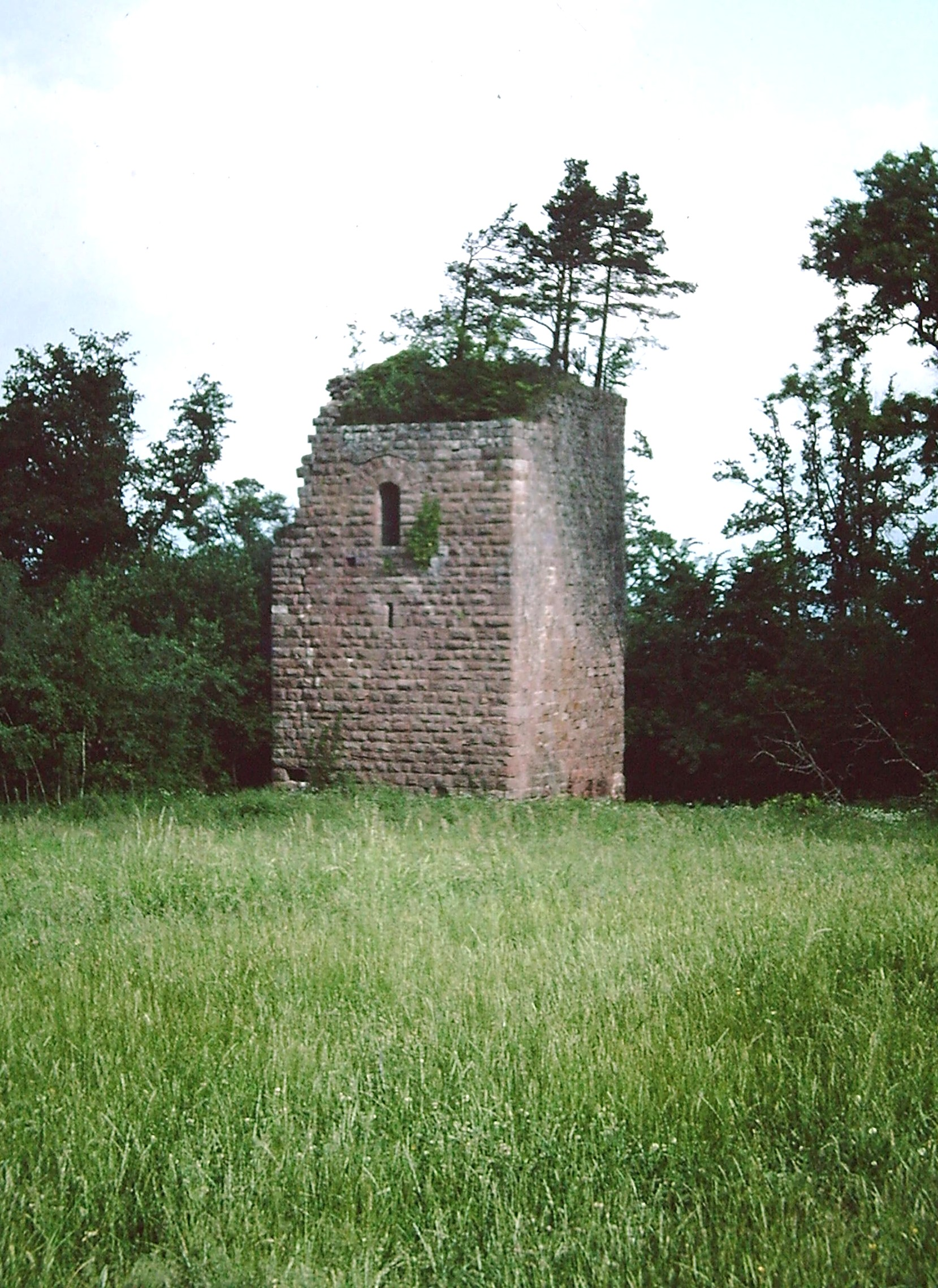
Westlicher Bergfried („Hungerturm“)
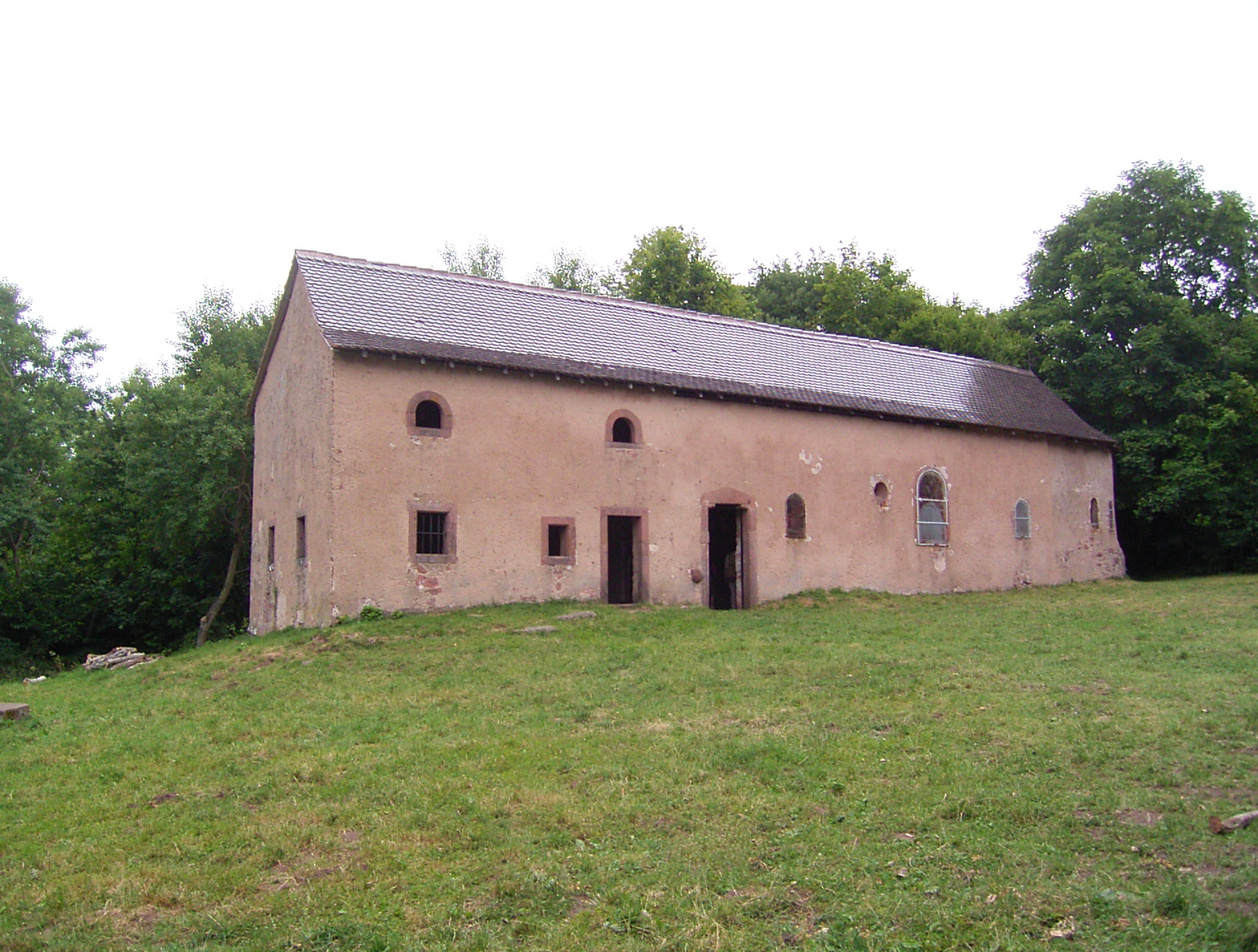
Valentinskapelle